# Jacquerie

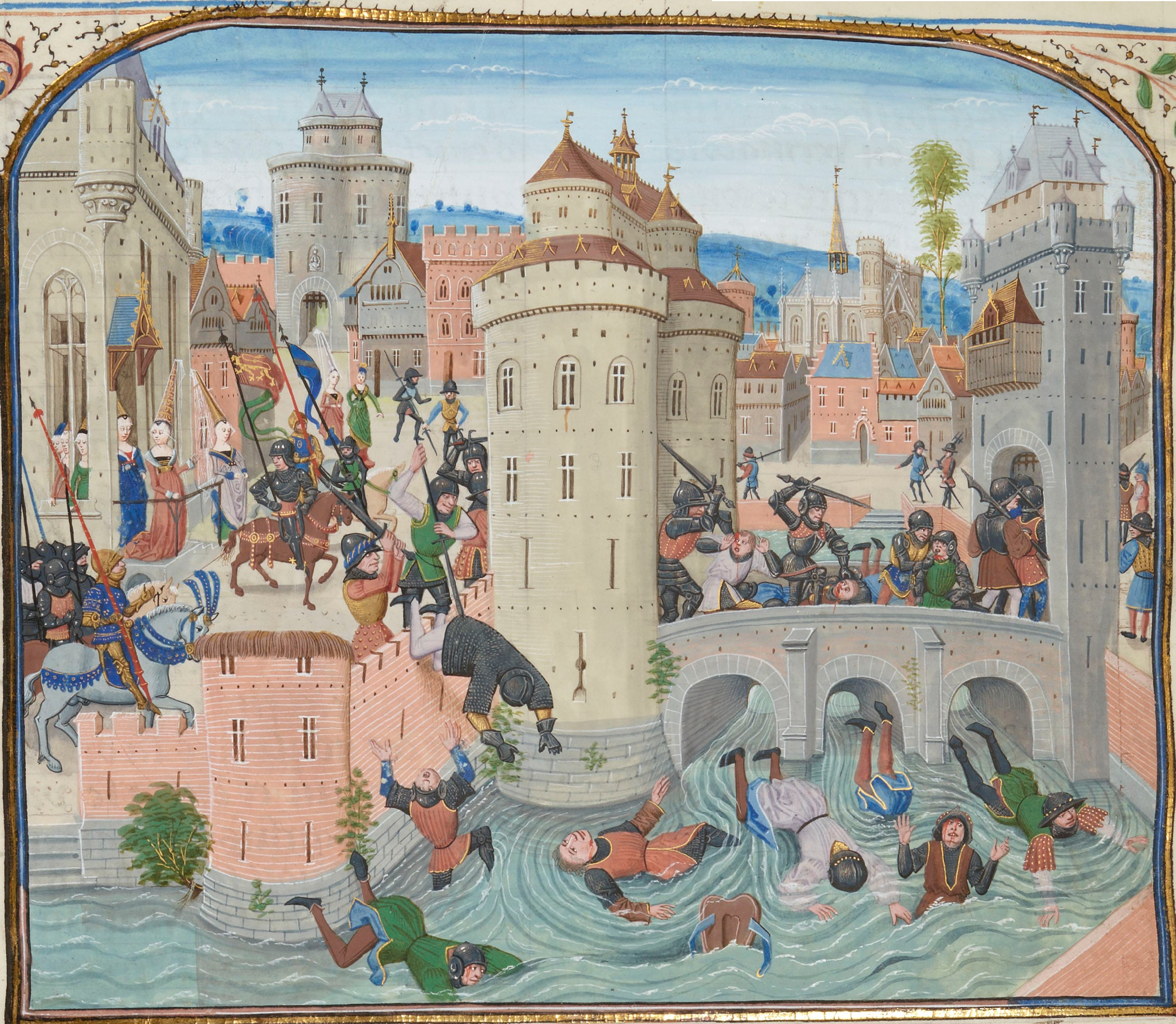
Niederschlagung des Jacquerie-Aufstandes von 1358; Buchmalerei aus den Chroniken Jean Froissarts (15. Jh.)

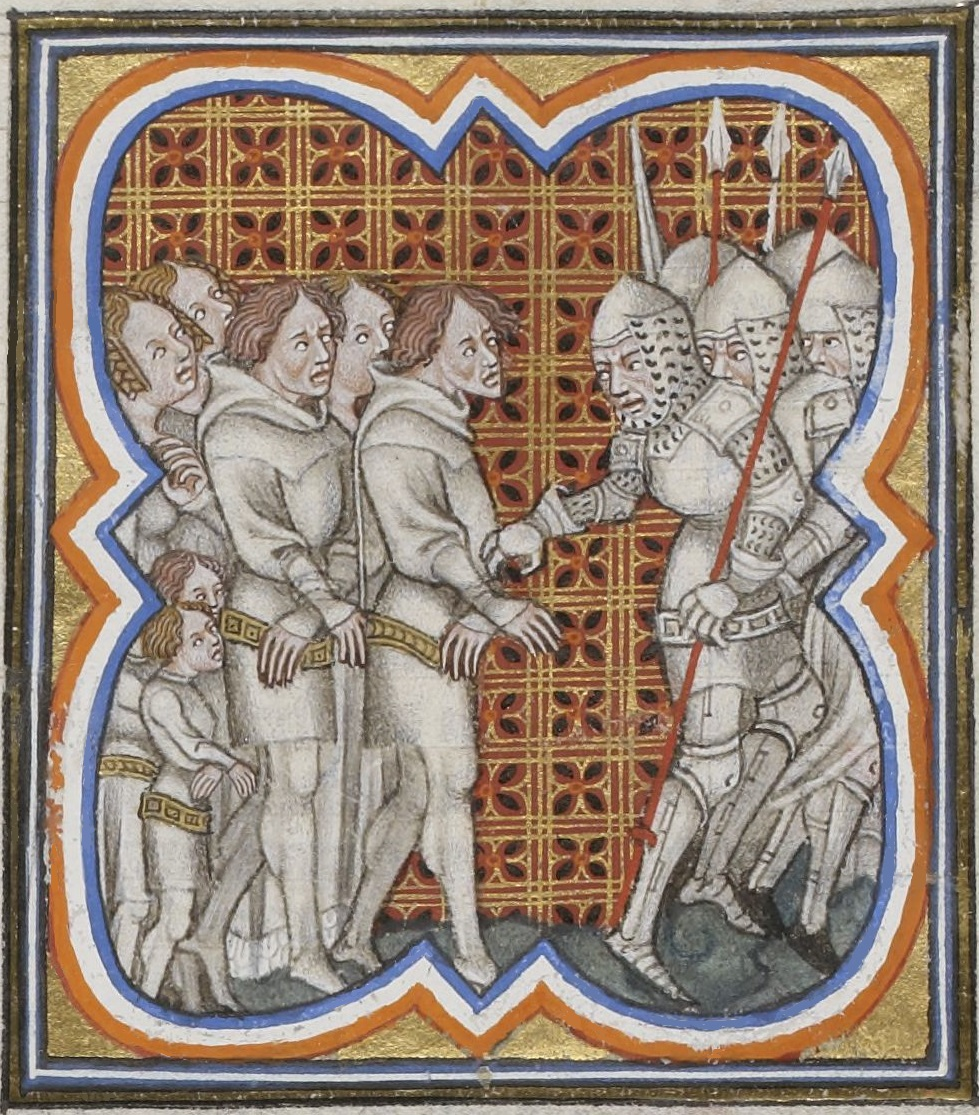
Gefangen genommene Adlige während des Jacquerie-Aufstandes von 1358; Miniaturmalerei aus den Chroniken Jean Froissarts

Als Grande Jacquerie wird ein Aufstand der Bauern im Königreich Frankreich im Jahr 1358 bezeichnet. Auch die Bauernaufstände des 16. und 17. Jahrhunderts in verschiedenen Regionen Südfrankreichs werden Jacqueries genannt. Der Name ‚Jacquerie‘ leitet sich ab vom Spottnamen Jacques Bonhomme, den die Edelleute den Bauern beigaben. Nach anderen Quellen hatte der Anführer, Caillet, diesen Beinamen, den man in der Folge auf alle Bauern übertrug.

## Grande Jacquerie
Frankreich hatte mit den Zerstörungen während des Hundertjährigen Krieges gegen England und mit der Wirkung zahlreicher Pestepidemien zu kämpfen. Auch war König Johann II. nach der Schlacht bei Maupertuis im Jahr 1356 von den Engländern verschleppt worden.
Anlass des Aufstandes waren die Verwüstungen, die Karl der Böse von Navarra in der Gegend um Paris anrichtete und die den Bauernstand besonders hart trafen. Im Februar 1358 erhoben sich die Pariser Gewerke unter dem Prévôt des marchands Étienne Marcel gegen den Adel. Die Erfolge dieses Aufstands ermutigten die Bauern, sich ebenfalls gegen ihre Peiniger zu erheben, die sie aufs Härteste bedrückten und unter anderem kostenlose Reparatur ihrer von den Engländern verwüsteten Besitzungen durch die Bauern verlangten. Am 21. Mai 1358 begann der Aufstand in Compiègne und griff auf den Nordosten Frankreichs über. Die Aufständischen legten dabei hunderte von Schlössern in Schutt und Asche, ermordeten Edelleute und begingen zahlreiche Gräueltaten.
Schließlich einigten sich die Ritter aller Parteien, und es gelang ihnen, am 10. Juni 1358 die Bewegung zu ersticken. Dabei nahmen sie an den Rebellen furchtbare Rache. Infolgedessen blieb die Gegend nordöstlich von Paris auf viele Jahrzehnte völlig verwüstet, und auch der Adel lebte noch Jahrhunderte später in Angst vor einer Wiederholung dieser Ereignisse.

## Weitere Volksaufstände in Frankreich
- Wegen der Unzufriedenheit der Bevölkerung mit der schon früher existierenden, aber durch Karl V. institutionalisierten Salzsteuer (gabelle) kam es in den Jahren 1520–1550 vor allem im Süden Frankreichs zu regional begrenzten Aufständen (Jacqueries des Pitauds).
- In der Spätzeit der Hugenottenkriege (1562–1598) erhoben sich in manchen Gegenden Frankreichs die Bauern und stellten sich demonstrativ auf die Seite der Katholischen Liga (Jacqueries des Gautiers).
- In den Jahren 1590–1600 kam es wegen der zunehmenden Verarmung der Landbevölkerung in Teilen Nordfrankreichs, aber auch in Aquitanien (vor allem im Quercy sowie im Périgord und im Angoumois) ebenfalls zu Volkserhebungen, die als Jacqueries des Croquants bezeichnet werden. Diese flammten erneut in den Jahren 1624, 1635–1637, 1638–1642, 1643 und 1707 auf.
- Auch aus den Zeiten Kardinal Richelieus und Ludwigs XIV. sind Volksaufstände – letztere auch Fronde genannt – bekannt.
- Eine weitere Erhebung gab es im Jahr 1639 in der Normandie (Révolte des va-nu-pieds).